# Fukami Akio
Akio Fukami (sinh ngày 30 tháng 9 năm 1985) là một cầu thủ bóng đá người Nhật Bản.

## Sự nghiệp câu lạc bộ
Akio Fukami đã từng chơi cho Ehime FC.